# 대청부채
대청부채(학명: Iris dichotoma)는 붓꽃과의 여러해살이풀이다. 부채붓꽃, 얼이범부채라고도 하며 북에서는 참부채붓꽃이라고 부른다. 마치 범부채 몸에 붓꽃이 핀 모습이다. 잎은 부챗살 모양을 하며 연한 보라색 꽃이 여름에 핀다.
대청부채는 대청도에서 1983년 처음 발견되었다. 현재는 대청도와 백령도 등 서해 5도 일부의 바닷가에만 서식하며, 꽃이 아름다워 원예가치가 높은 멸종위기 야생식물이다.

## 이름
붓꽃속 식물이면서도 꽃창포처럼 붓꽃이라는 이름이 붙지 않은 식물이다. 보통 붓꽃속 식물들이 하나의 줄기에 한 개 또는 두 개의 꽃을 피우는 데 비해 대청부채는 여러 개의 꽃을 피운다. 각각의 꽃들은 Y자로 갈라진 꽃대 끝에 달리는데, 이런 특성 때문에 종소명이 두 갈래로 갈라진다는 뜻의 ‘디코토마(dichotoma)’이다.
대청부채라는 이름은 대청도에서 처음 발견되었고, 잎이 부챗살처럼 넓게 퍼진다는 데서 유래했다. 북한에서는 참부채붓꽃이라 부른다.

## 특징
밑동 줄기는 굵고 불규칙한 마디가 있으며, 꽃줄기는 곧게 서고 여러 갈레로 갈라진다.
여름에 연한 보라색 꽃이 3~5송이씩 모여달린다. 꽃차례는 산형상취산화서이다. 포편은 피침형으로 막질이며 길이 2cm정도이다. 외화피는 약간 타원형으로 펼쳐지고 밑부분에 황갈색 무늬가 있다. 내화피는 난형으로 곧게 서며 끝이 오목하다. 암술대는 3갈래로 갈라지며 끝은 뾰족한 꽃잎모양이며 자주색 반점이 있다. 하루 중 항상 15시를 전후해서 꽃을 피우기 시작해 16시에 만개하고, 점차 지기 시작해 22시면 완전히 꽃을 말아버린다. 옛날에는 대청부채 꽃을 보고 시간을 가늠해보았다는 기록이 있을 정도로 꽤나 정확하여 생물시계라 한다.
열매는 삭과로 길이 4cm정도의 타원형이며 씨앗은 검은색을 띈다.

## 분포
국내에서는 대청도의 초원에 범부채와 혼생하는 대군집이 있고 백령도에도 작은 군집이 있다. 중국에서는 넓게 분포하며 국내에서는 보기 힘들다. 추정컨대 중국에서 황해를 따라 전이 되었거나 서해의 두 섬에서만 자생하고 육지에서는 볼 수 없다. 문헌상으로는 평안남도 벽단에도 자생하던 것으로 기재되어 있다.
- 국내(대청도, 백령도)
- 국외(중국, 만주, 몽고, 시베리아, 아무르)

## 유전적 특성
최근 ‘주요 생물자원의 유전자 분석 연구 사업’으로 붓꽃속 멸종위기 식물에 대한 유전적 다양성 등을 최초로 분석해 원산지와 그 실체 등이 밝혀졌다. 대청도와 백령도에 자생하는 대청부채는 각각 고유한 유전자형을 가지고 있어 이번 연구를 통해 최초로 복원된 개체의 원산지를 밝힐 수 있었다. 대청부채는 3가지 유형의 유전자형을 갖고 있는 것으로 나타났다. 대청도에서 조사된 4개 지역은 모두 유전자형 I형만 가지고 있다. 백령도에서 조사된 2개 지역은 유전자형 II형과 III형을 가지고 있어 유전적 다양성이 높았다.

## 보호
현재 환경부 멸종위기 II급, 산림청 보존우선 105순위에 올라있다.

## 참고 문헌
- 심정기, 《한국관속식물 종속지1》 (아카데미서적, 2000년). 400~402쪽. ISBN 8976162064